# Hans-Jürgen Laufer
Hans-Jürgen Laufer (* 15. November 1948 in Bielefeld) ist ein deutscher Unternehmer und Fußballfunktionär.

## Leben
Hans-Jürgen Laufer ist selbständiger Unternehmer im Bereich der Informationstechnik. Er gründete das Unternehmen EDIMEDIEN mit Sitz im Leopoldshöher Stadtteil Asemissen.
Überregional bekannt wurde Laufer durch seine Tätigkeit im Präsidium von Arminia Bielefeld, dem er seit 2011 angehört und dem er ab 2013 als Präsident vorstand. Darüber hinaus war er stellvertretender Vorsitzender des Aufsichtsrates. Während seiner Präsidentschaft stieg der Club wieder in die erste Bundesliga (2020) auf und konnte Schulden abbauen. Im Juni 2021 legte Laufer das Präsidentenamt nieder, da die Satzung aufgrund seines Alters keine erneute Kandidatur zuließ. Sein Nachfolger wurde Rainer Schütte. Im November des gleichen Jahres wählten die Vereinsmitglieder Laufer bei der Jahreshauptversammlung zum Ehrenpräsidenten von Arminia Bielefeld.